# Public Record Office

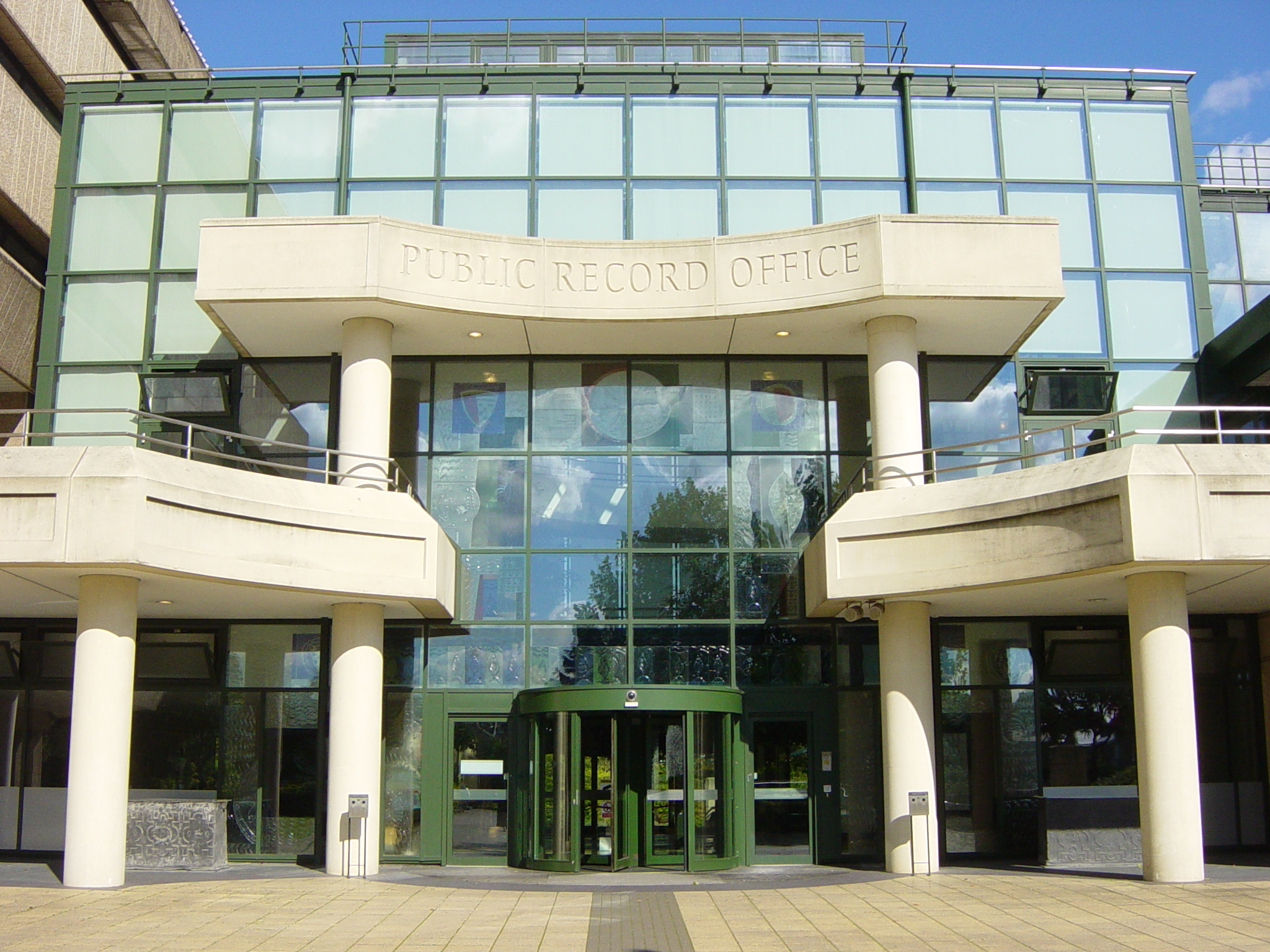
Le Kew building, avant que le nom de l'institution ne soit changé pour The National Archives.

Le Public Record Office (PRO) est l'une des trois institutions britanniques qui composent les National Archives (les deux autres sont l’Historical Manuscripts Commission et l’Office of Public Sector Information). Cette institution a pour rôle de conserver les documents émis par les différentes instances publiques de l'Angleterre, du Pays de Galles et du gouvernement central du Royaume-Uni. Il conserve notamment tous les jugements des tribunaux anglais depuis le Moyen Âge et la copie originale du Domesday Book.
En 2011, le titre de Public Record Office n'est plus utilisé officiellement, même si plusieurs intellectuels préfèrent l'appeler ainsi car il existe de par le monde plusieurs institutions qui porte le nom de National Archives. Parfois, il est incorrectement appelé Public Records Office.